# Joseph von Pözl
Joseph von Pözl (5. november 1814 i Pechtnersreuth ved Waldsassen – 9. januar 1881 i München) var en tysk retslærd og politiker.
Pözl tog 1842 statseksamen, blev samma år Dr. juris, 1843 privatdocent i Würzburg, 1845 ekstraordinær professor sammesteds, 1847 ordentlig professor i München. Praktisk, positiv og nøjagtig inaugurerede Pözl en ny æra i den videnskabelige behandling af Bayerns statsret, hans Lehrbuch des bayerischen Verfassungsrechts (1851, 5. udgave 1877) og Lehrbuch des bayerischen Verwaltungsrechts (1856, 3. oplag 1871, med supplement 1874) er udarbejdede efter streng juridisk metode uden politiske bihensyn.
Efter C.F. von Dollmanns død 1867 overtog Pözl redaktionen af dem af denne udgivne samling Die Gesetzgebung des Königreiches Bayern seit Maximilian II; særlig anseelse vandt Pözls udgave af Die bayerischen Wassergesetze vom 28. Mai 1852 (1859, 3. udgave 1880) og Das Gesetz der Grundentlastung betr. vom 28. April 1872 (1873).
Sammen med Ludwig Arndts og J.C. Bluntschli grundede Pözl 1853 Kritische Überschau, hvorfra 1859 Kritische Vierteljahrsschrift für Gesetzgebung und Rechtswissenschaft udgik; til dette tidsskrift ydedes en række bidrag af Pözl, som i øvrigt ikke var nogen synderlig produktiv forfatter.
Som politiker spillede Pözl en vigtig rolle i Bayern. 1848 medlem af Nationalforsamlingen i Frankfurt, 1858—69 medlem af det bayerske andetkammer, 1863 andenpræsident, 1865 førstepræsident sammesteds, 1872 rigsråd i førstekammeret.